# 644
644 (DCXLIV) je bilo prestopno leto, ki se je po julijanskem koledarju začelo na četrtek.

## Dogodki
- 1. januar